# Vedutamåleri

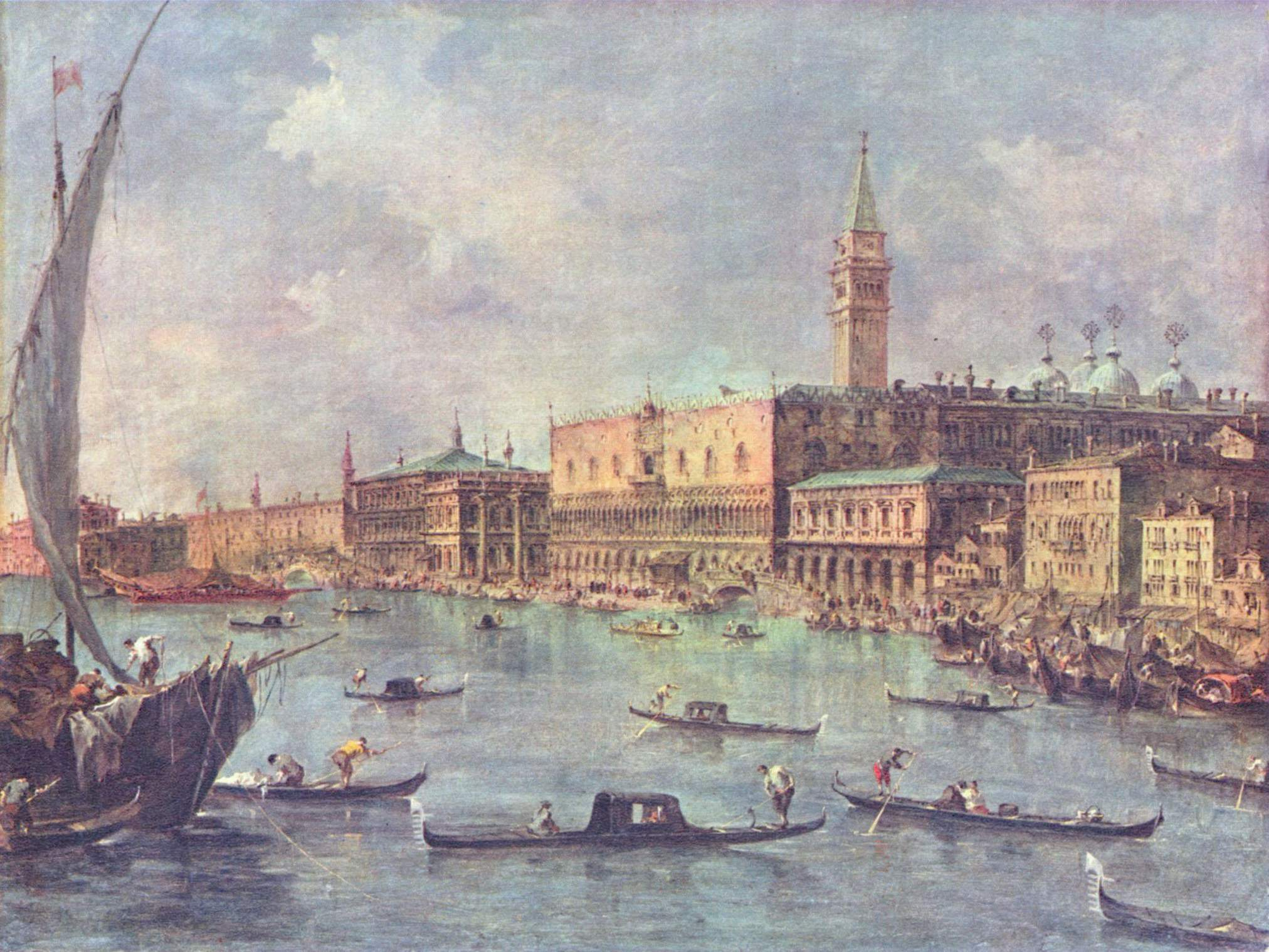
Venedig - målning av Francesco Guardi

Vedutamåleri (av it. veduta "utsikt", "vy") är en riktning inom landskapsmåleriet. 
I regel återges ett landskap eller en stad strängt sakligt och verklighetstroget, varigenom vedutan skiljer sig från den rena landskapsavbildningen. 
Vedutamåleriet fick under 1600-talet en alltmer bildartad karaktär och nådde under 1700-talet sin höjdpunkt inom den italienska konsten. En särform är s.k. vedute ideale (it. "idealvedutor"), som visar ett fantasilandskap eller en stadsvy med imaginära byggnader.

## Vedutamålare (urval)
- Luca Carlevarijs  (eller Carlevaris) med tillnamnet Casanobrio (1663–1730), italiensk konstnär, lärare till Canaletto i Venedig.
- Johan Richter (Johan (Giovanni) Richter) (1667–1748), svensk konstnär, elev till Luca Carlevaris i Venedig.
- Canaletto (eg. Giovanni Antonio Canal) (1697–1768), italiensk målare av den venetianska skolan, elev hos Luca Carlevaris i Venedig.
- Bernardo Bellotto (1720–1780), italiensk stads- och landskapskonstnär. Han var systerson till Canaletto.
- Claude Lorrain (eg. Claude Gellée) (1604/1605–1682), fransk målare, i huvudsak verksam i Rom, elev till Gottfried Wals.
- Francesco Guardi (1712–1793), italiensk målare, främst verksam inom vedutamåleriet. Han var elev till Canaletto. Han var bror till Giovanni Antonio Guardi.
- Frans Hogenberg (1535–1590), tysk kopparstickare och etsare.
- Giuseppe Vasi (1710–1782), italiensk konstnär och gravör.
- Giovanni Battista Piranesi (1720–1778], italiensk konstnär, grafiker och arkitekt.
- Giovanni Paolo Pannini (1691–1765), italiensk konstnär och arkitekt.

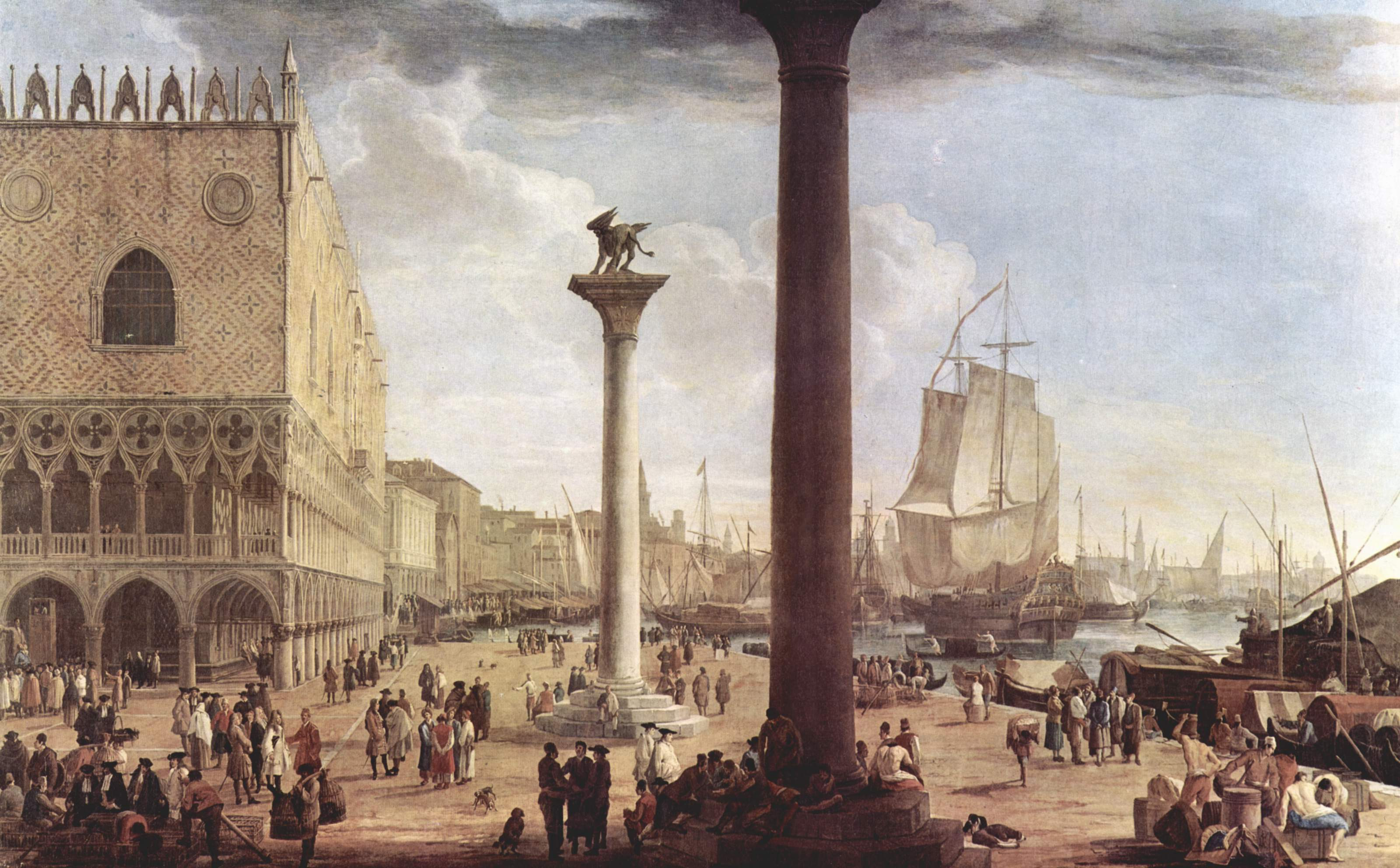
Luca Carlevaris, Vy över Dodgepalatset från Riva degli Schiavoni i Venedig, omkring 1710. Galleria Corsini, Rom.
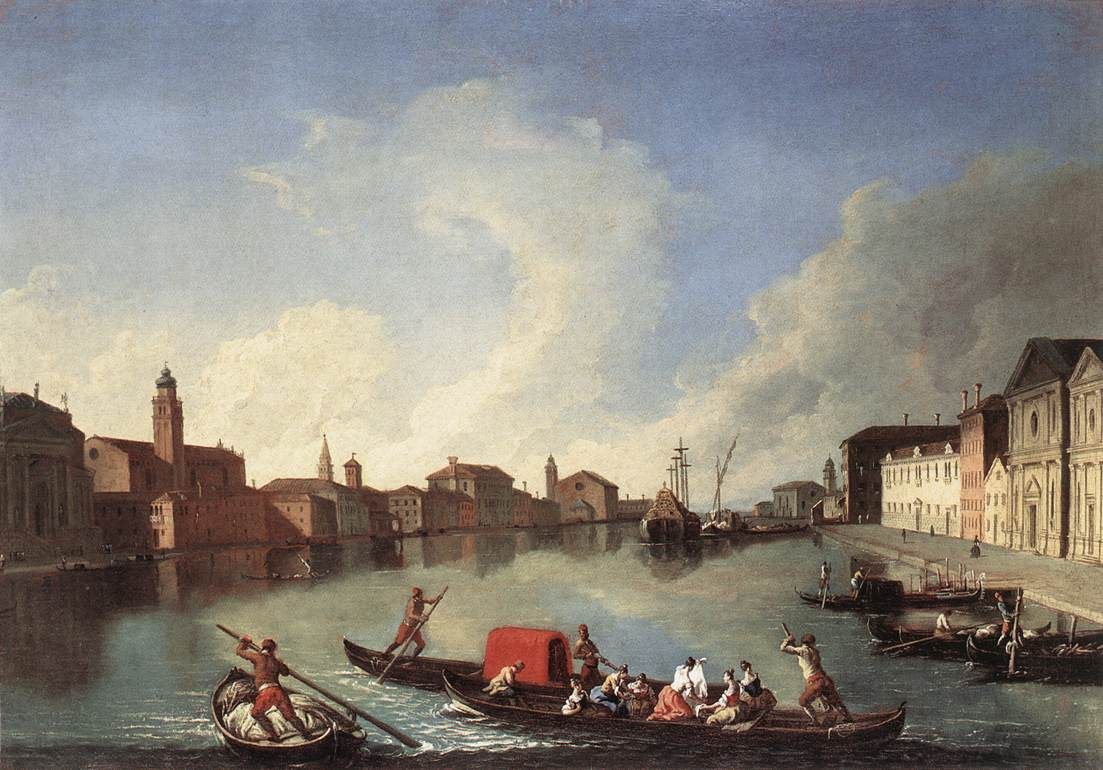
Johan Richter, Vy över Giudecca-kanalen, Venedig, 1730-talet.
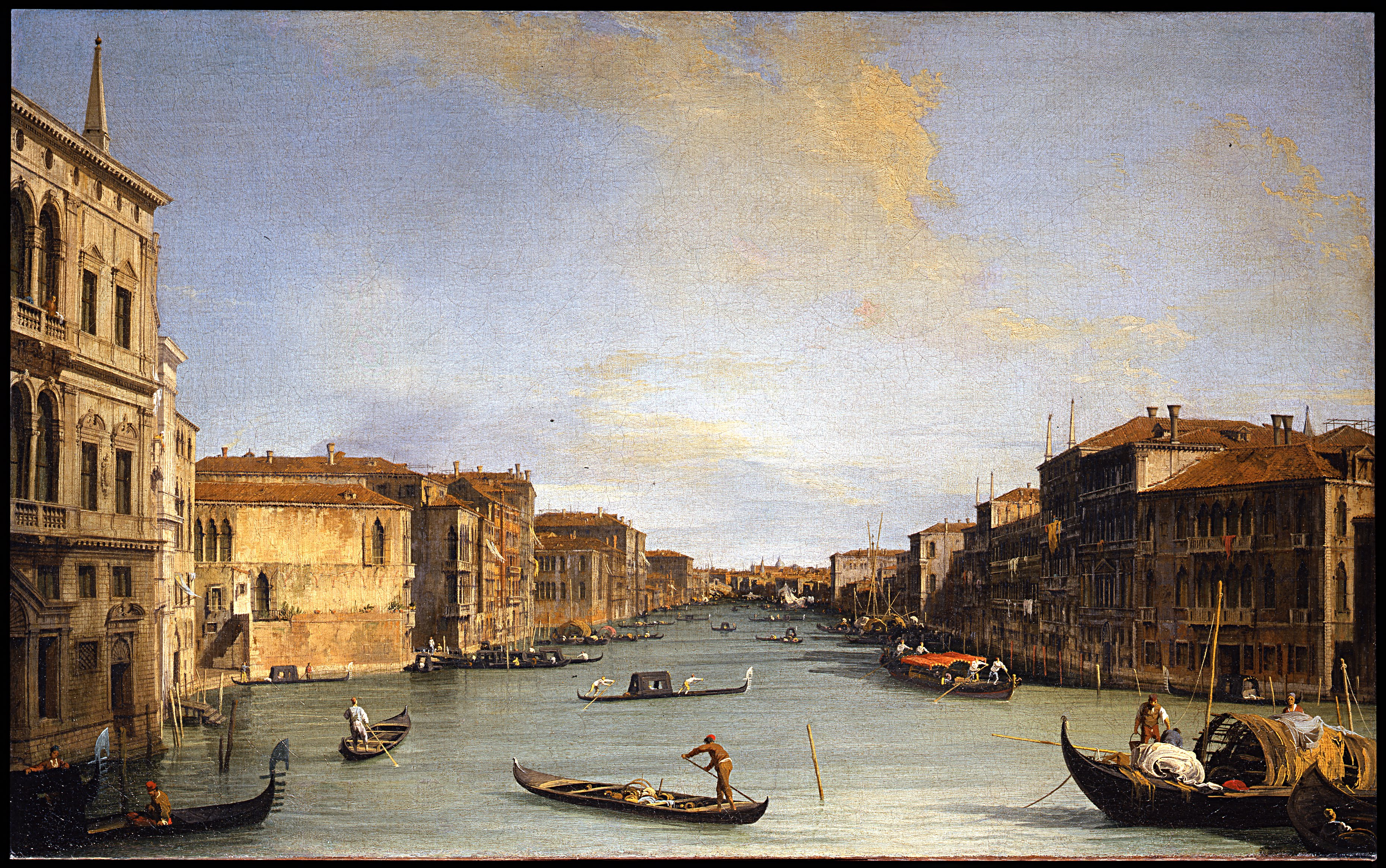
Canaletto, Vy över Canal Grande, Venedig, 1726–1728. Uffizierna, Florens(it. Galleria degli Uffizi).
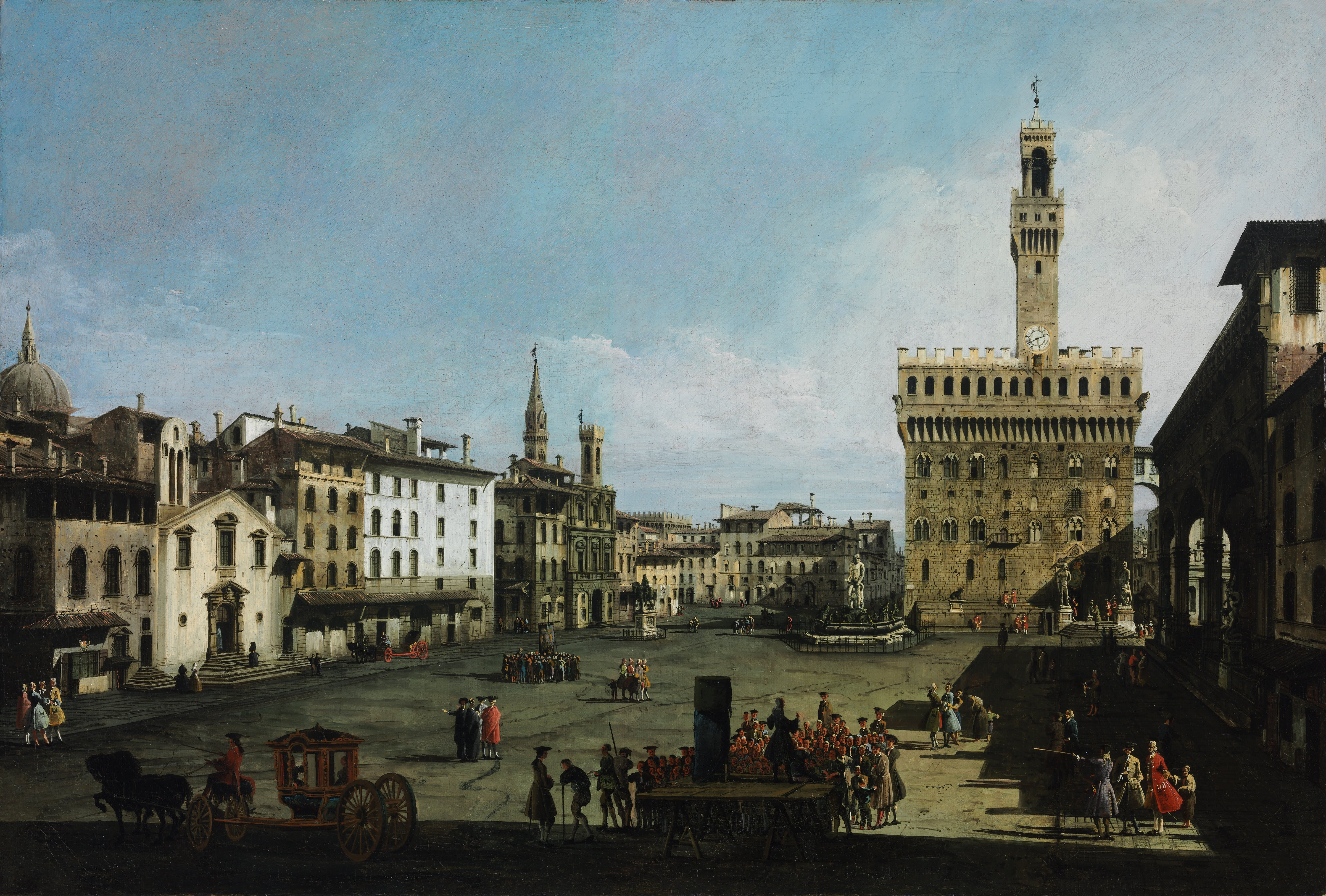
Bernardo Bellotto, Vy över Piazza della Signoria, Florens, 1742. Konstmuseet, Budapest (ung. Szépművészeti Múzeum).
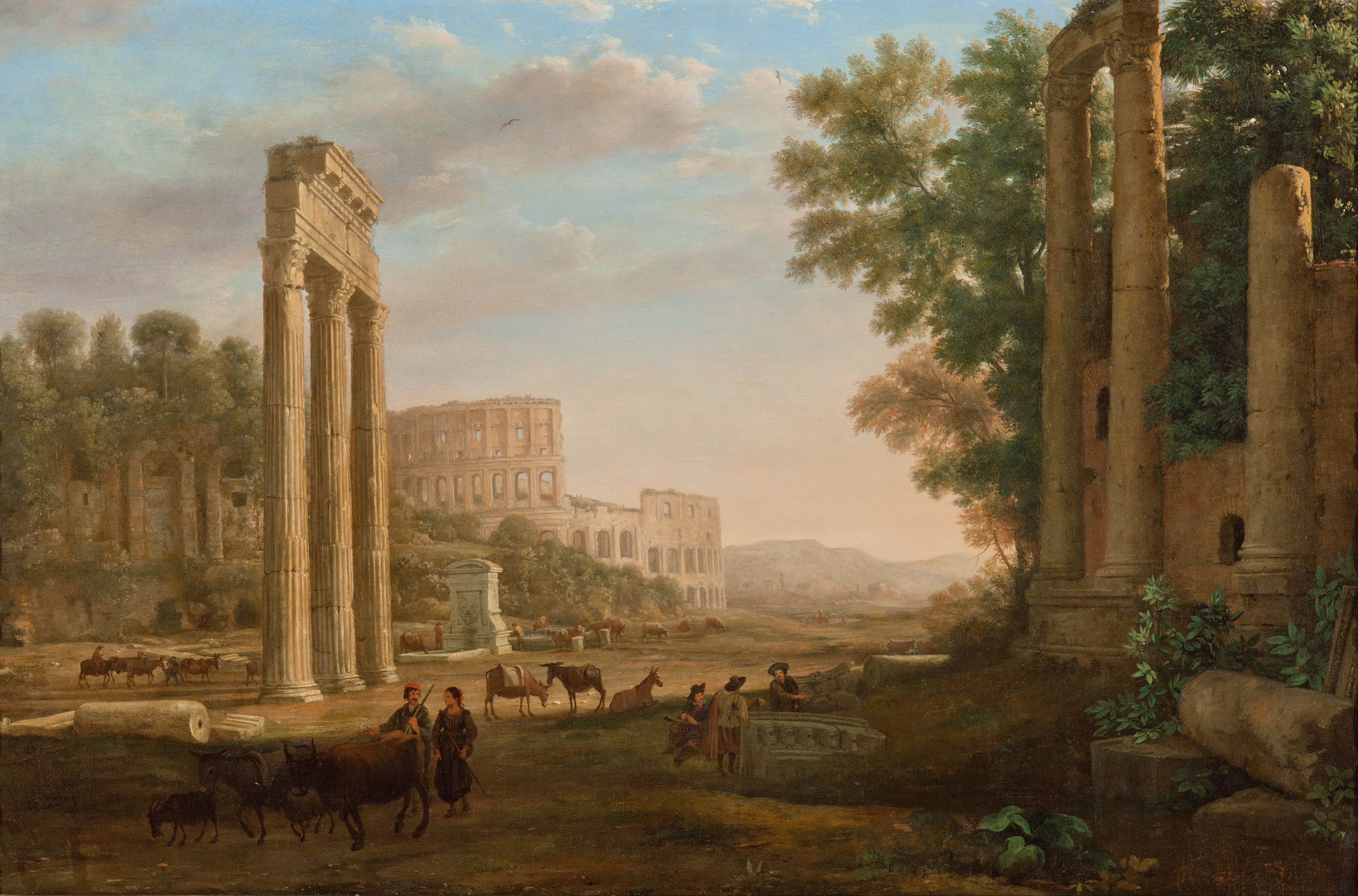
Claude Lorrain, Vy över Capriccio med ruiner vid Forum Romanum, Rom. Art Gallery of South Australia, (AGSA), Adelaide.
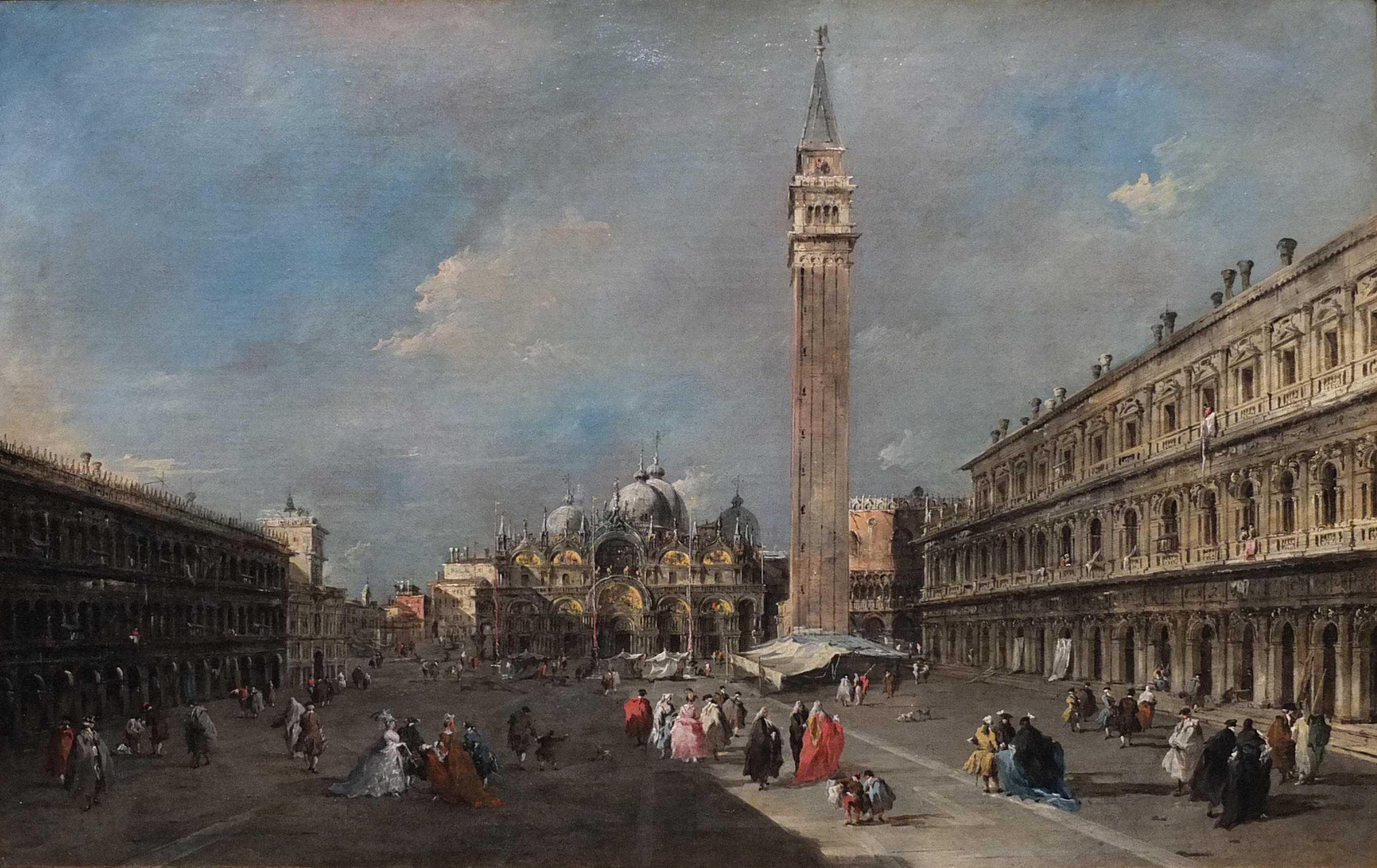
Francesco Guardi, Markusplatsen (Piazza San Marco) med Markuskyrkan i Venedig, cirka 1775. Scottish National Gallery, Edinburgh.
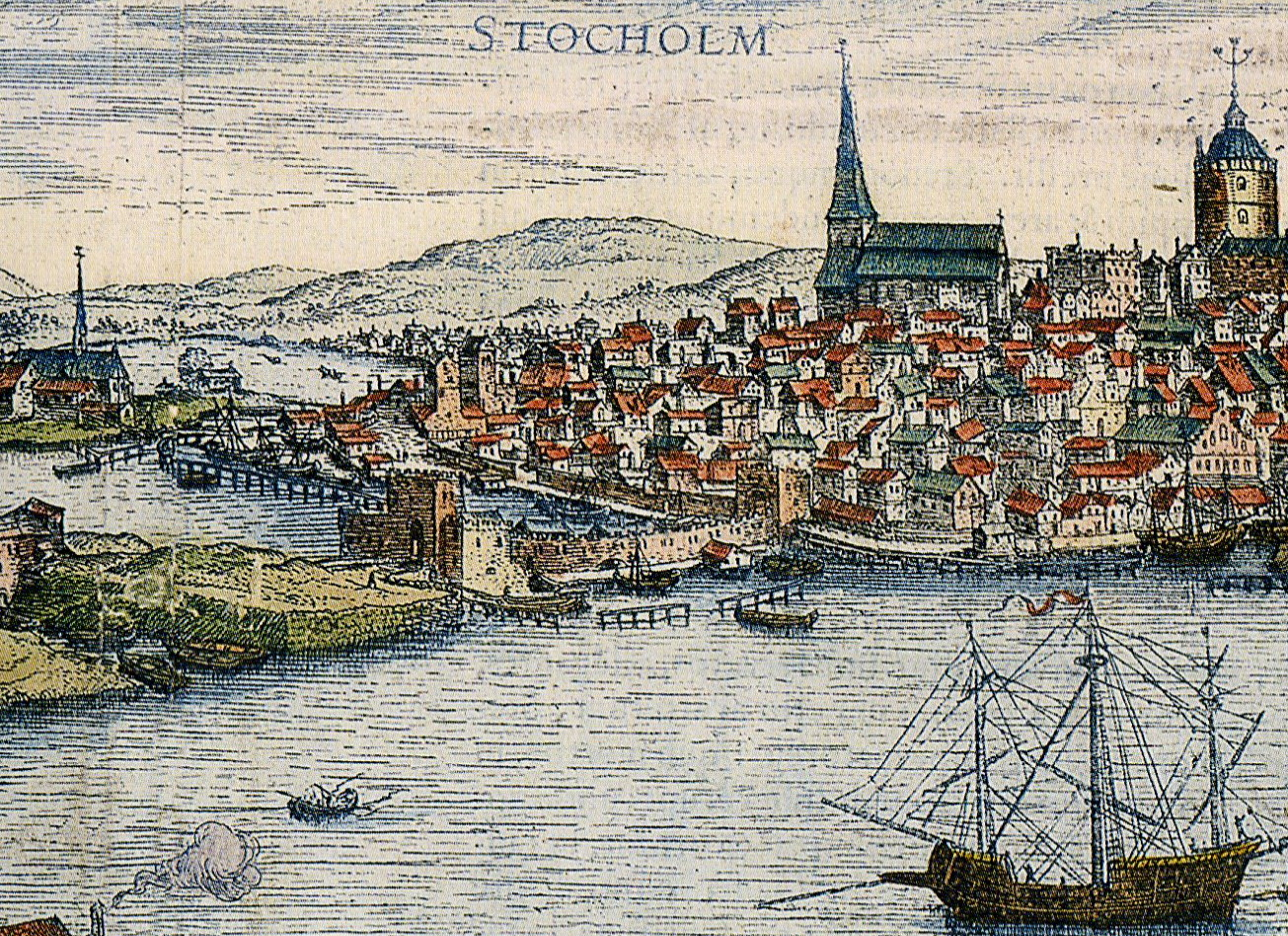
Frans Hogenberg, Vy över Slussenområdet, Stockholm, 1560-talet.
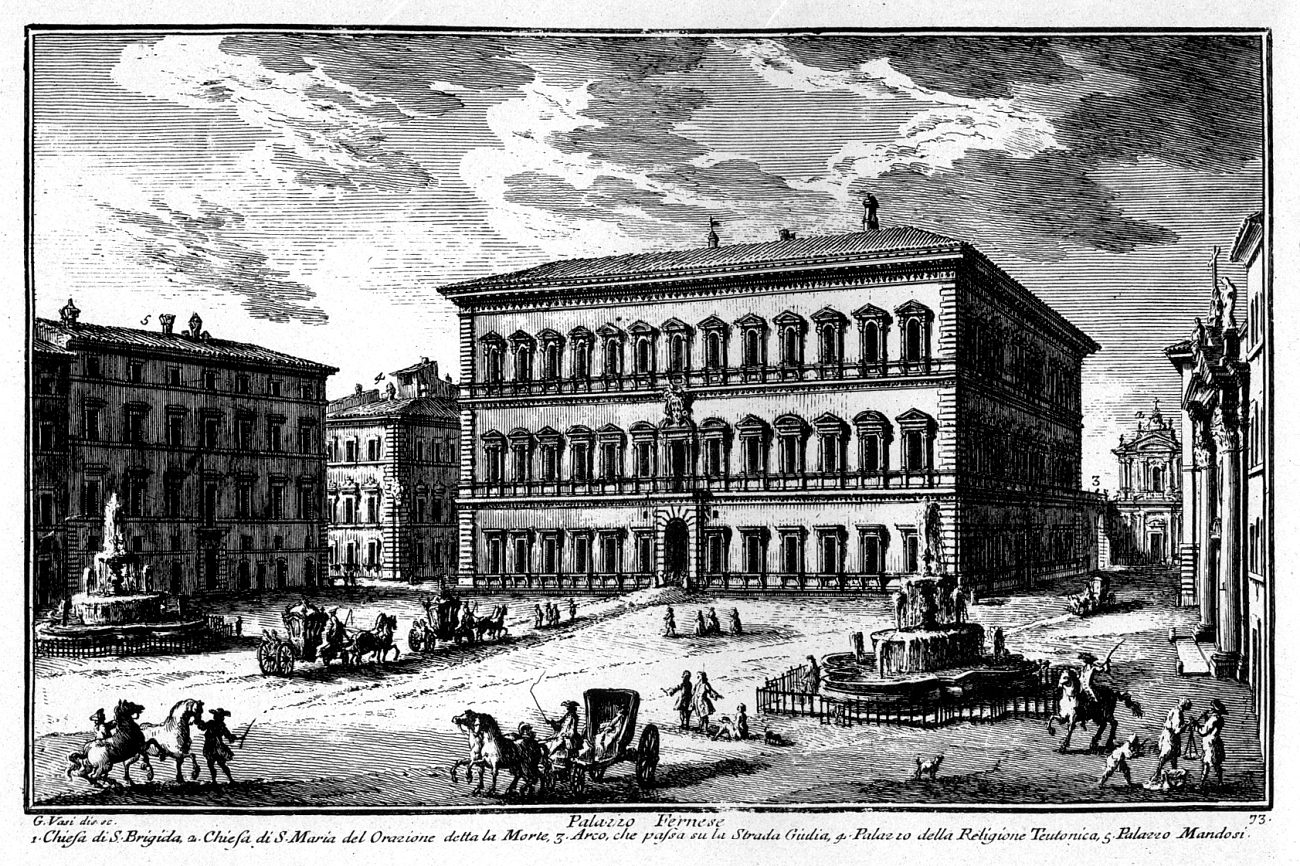
Giuseppe Vasi, Vy över Palazzo Farnese, Rom, 1700-talet.
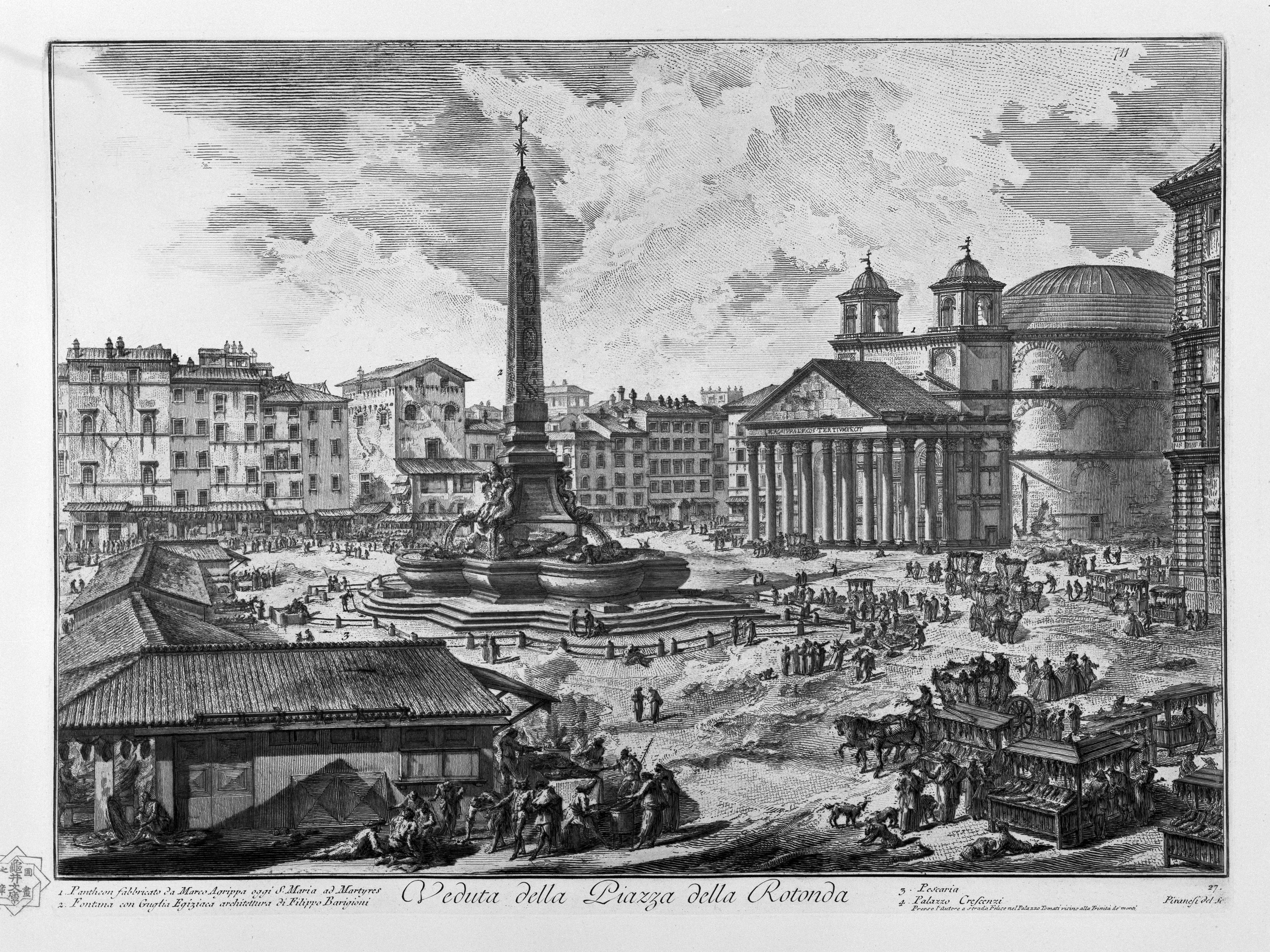
Giovanni Battista Piranesi, Veduta della Piazza della Rotonda med Pantheon och Fontana, 1748–1774.
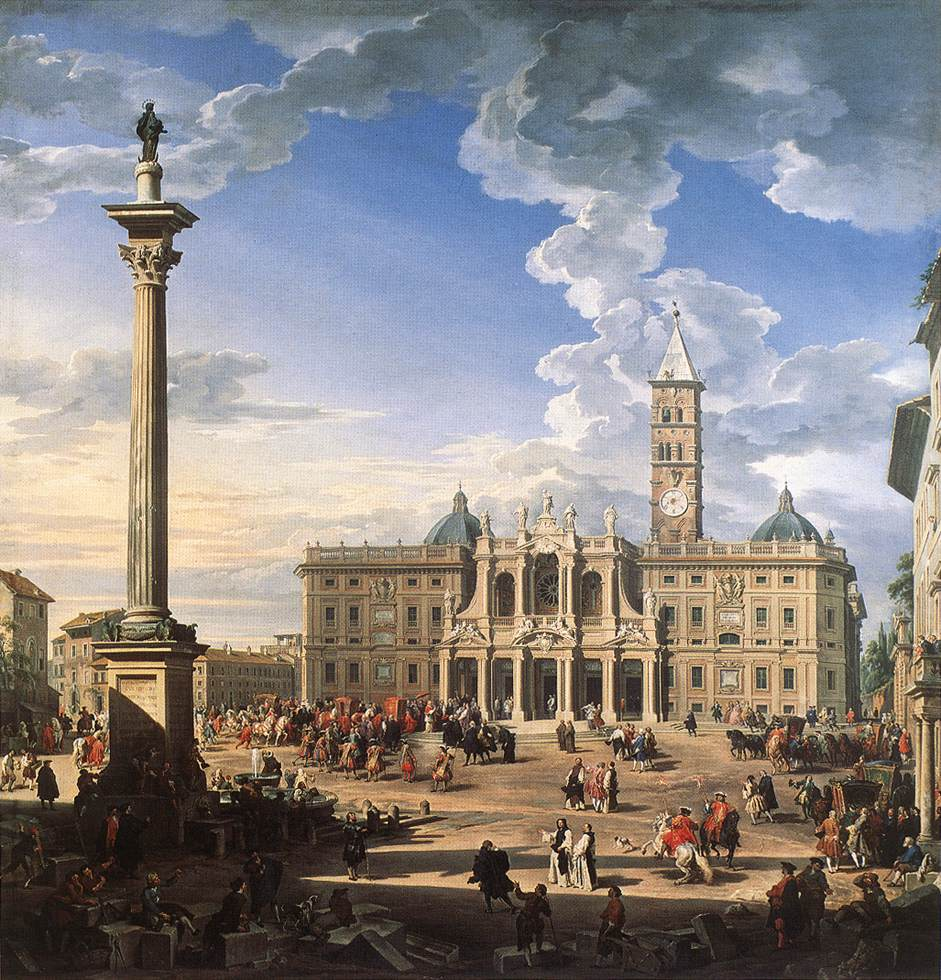
Giovanni Paolo Pannini, Vy över piazzan och Santa Maria Maggiore kyrka, Rom, 1774. Quirinalpalatset, Rom (it. Palazzo del Quirinale).